# Нитчатка Банкрофта
Нитчатка Банкрофта, или Банкрофтов струнец (лат. Wuchereria bancrofti) — вид круглых червей отряда Spirurida, вызывающий вухерериоз. Видовое название дано в честь английского паразитолога Джозефа Банкрофта (1836—1894).

## Описание
Длина тела самки 10 см, самца 4 см при толщине 0,2—0,3 мм. Самки отрождают личинок второй стадии внутри линочной шкурки — экзувия. В дневные часы личинки находятся в кровеносных сосудах внутренних органов, в ночные часы мигрируют в периферические сосуды кожи. При кровососании комаров-переносчиков из родов Culex, Aedes и Anopheles личинки попадают в кишечник комара. В организме комара личинки проделывают часть цикла развития, а затем во время кровососания заражают очередного окончательного хозяина.

## Распространение
Встречается во многих странах Африки, Азии, Южной Америки, на тропических островах Тихого и Индийского океанов.